# Olešnické knížectví
Olešnické knížectví (latinsky Ducatus Olsnensis, polsky Księstwo Oleśnickie, německy Herzogtum Oels) bylo jedním ze slezských knížectví s centrem v Olešnici.

## Historie
Území knížectví bylo původně součástí Vratislavského knížectví, a po konfliktu mezi slezskými Piastovci Jindřichem III. Hlohovským a Jindřichem V. Tlustým se roku 1294 stalo součástí Hlohovského knížectví. Jako samostatné knížectví vzniklo roku 1313 při dělení Hlohovska mezi syny Jindřicha III., s tím, že se prvním knížetem stal jeho syn Boleslav. Po Boleslavově smrti roku 1321 se stal knížetem jeho bratr Konrád I., který roku 1329 složil lenní hold českému králi Janu Lucemburskému. Od té doby až do roku 1742 bylo knížectví součástí Zemí Koruny české.
Roku 1492 smrtí knížete Konráda X. Bílého vymřela hlohovská větev Piastovců a knížectví bylo koupeno roku 1495 pány z Poděbrad, potomky krále Jiřího z Poděbrad, kteří knížectví vládli až do roku 1647. Po nich knížectví zdědili Württemberkové a roku 1792 vévodové brunšvicko-lüneburští.

## Seznam olešnických knížat

Knížecí vlajka zaznamenaná v Bitvě u Grunwaldu

### Piastovci
- 1320–1366 Konrád I.
- 1366–1403 Konrád II.
- 1403–1412 Konrád III.
- 1412–1450 spoluvládci: Konrád IV., Konrád V., Konrád VI. a Konrád VII. Bílý Starý
- 1450–1471 spoluvládci: Konrád VIII. Černý a Konrad IX. Mladší
- 1471–1492 Konrad X.

### Poděbradové
- 1495–1498 Jindřich I.
- 1498–1502 Jiří I.
- 1498–1511 Albrecht I. a
- 1498–1536 Karel I.

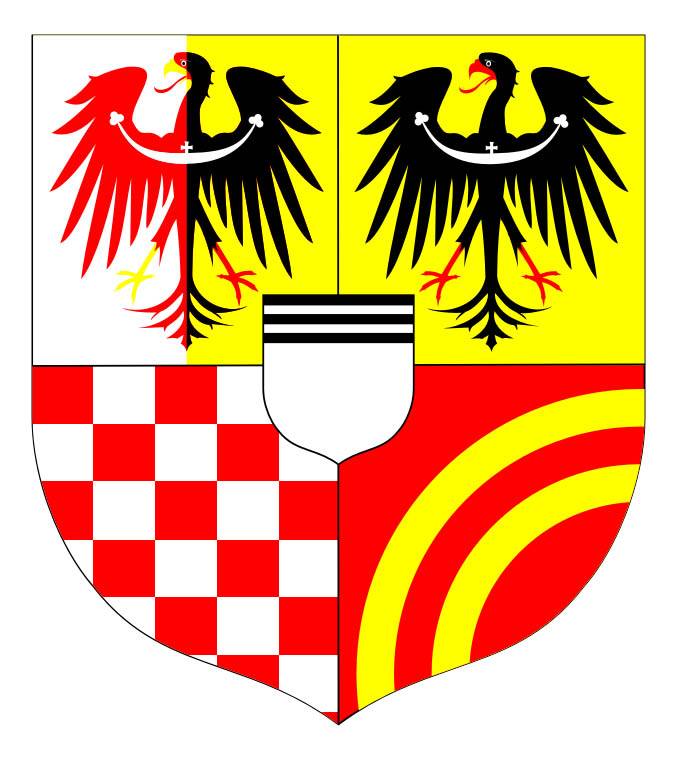
Erb rodu Poděbradů v 16. stol. Znak Olešnického knížectví je ve 2. poli.

- 1536–1565 spoluvládci: Jáchym I., Jindřich II., Jan I. a Jiří II.
- 1565–1617 Karel II.
- 1617–1647 Karel Bedřich I.

### Württemberg-Weiltingen
- 1649–1664 Silvius I. Nimrod
- 1664–1668 Karl Ferdinand († 1669)
- 1668–1697 Silvius II. Friedrich
- 1697–1704 Christian Ulrich I.
  - Julius Siegmund († 1684)
  - Karl († 1745)
- 1704–1744 Karl Friedrich II. († 1761)
  - Christian Ulrich II.
- 1744–1792 Karl Christian Erdmann

### Welfové(Braunschweig-Lüneburg)
- 1792–1805 Friedrich August I.
- 1805–1815 Friedrich Wilhelm I.
- 1815–1824 spoluvládci: Karl IV. a Wilhelm I.
- 1824–1884 Wilhelm I.

1884 konec knížectví